# Condor (Bobbejaanland)
Condor was een attractie in het Belgische attractiepark Bobbejaanland te Lichtaart, Kasterlee.
De attractie werd in 1986 gebouwd. Het was een condor van de Duitse attractiebouwer HUSS Park Attractions. De attractie had een mast met een hoogte van 32 meter, waarrond 28 gondels omhoog en omlaag cirkelden, in vier groepjes van zeven. In iedere gondel was plaats voor twee personen. De attractie stond op het plein voor de hal waarin Revolution zich bevindt.
Afbeeldingen